# Saint-Rémy-sur-Creuse
Saint-Rémy-sur-Creuse là một xã, tọa lạc ở tỉnh Vienne trong vùng Nouvelle-Aquitaine, Pháp. Xã này có diện tích 12,94 kilômét vuông, dân số năm 2006 là 401 người. Xã nằm ở khu vực có độ cao trung bình 95 m trên mực nước biển.

## Biến động dân số
| Năm | 1962 | 1968 | 1975 | 1982 | 1990 | 1999 | 2006 |
| --- | ---- | ---- | ---- | ---- | ---- | ---- | ---- |
| Dân số | 514  | 528  | 557  | 503  | 504  | 422  | 401  |
| From the year 1962 on: No double counting—residents of multiple communes (e.g. students and military personnel) are counted only once. |      |      |      |      |      |      |      |